# Morchella rotunda
Morchella rotunda (Pers.: Fr.) Boudier.

## Descrizione della specie

### Cappello (Mitra)
Largo fino a circa 8 cm, in genere si presenta di forma ellissoidale o semisferica; favo con alveoli piuttosto ampi e di forma regolare, secondo serie longitudinali; spesso di colore giallo-ocra (come la sporata) ma talvolta risulta molto variabile; cavo all'interno.

### Gambo
6-8 x 3-4 cm, finemente pruinoso in prossimità della base, solcato, cavo, non di rado un po' obeso.

### Spore
Color giallo-ocra, ellittiche, lisce.

### Carne
Biancastra, fragile, di consistenza cartilaginea.
- Odore: spermatico, fungino.
- Sapore: dolciastro, leggero.

## Microscopia
Aschi350 x 20-30 µm
Sporegiallo-ocra, ellissoidali, lisce, 18-20 x 12-14 µm

## Habitat
Cresce in primavera, ai margini di boschi molto umidi, di latifoglie. Cresce molto bene su terreno sabbioso.

La specie in questione si presta bene ad essere coltivata.

## Commestibilità
Eccellente; è una delle più ricercate spugnole primaverili, ma come tutte le morchelle va consumata previa bollitura in quanto contiene acido elvellico, micotossina termolabile che la rende tossica da cruda.

## Specie simili
- Alcune specie del genere Gyromitra.
- Morchella esculenta.

## Etimologia
Dal latino rotundus = rotondo, per la forma del cappello